# عفت (مجموعه تلویزیونی)
عفت (به ترکی استانبولی: iffet) یک مجموعه تلویزیونی ترکیه‌ای است.
این سریال یکی از سریال‌های پر طرفدار است که در شبکه استار تی‌وی ترکیه در سال ۲۰۱۱ در ۴۰ قسمت ۲ ساعته تهیه شده است.

## بازیگران
| بازیگر          | نقش      |
| --------------- | -------- |
| دنیز چاکر       | عفت      |
| ابراهیم چلیک‌کول | جمیل     |
| زحل اولجای      | دیلک     |
| ماهیر گونسیرای  | علی‌احسان |
| مهمت چویک       | احمد     |
| ملیک گونر       | بتول     |
| سلیم اردوغان    | ارهان    |

## پخش بین‌المللی[۲]
| کشور            | شبکه            | تاریخ |
| --------------- | --------------- | ----- |
| ترکیه           | استار تی‌وی      | ۲۰۱۱  |
| قبرس شمالی      | استار تی‌وی      | ۲۰۱۱  |
| مقدونیه شمالی   | Kanal 5         | ۲۰۱۲  |
| افغانستان       | طلوع            | ۲۰۱۳  |
| رومانی          | Kanal D Romanya | ۲۰۱۳  |
| بوسنی و هرزگوین | Televizija OBN  | ۲۰۱۳  |
| ایران           | NEX1 TV         | ۲۰۱۳  |
| کوزوو           | Kohavision TV   | ۲۰۱۳  |
| آلبانی          | KTV             | ۲۰۱۳  |
| کرواسی          | RTL             | ۲۰۱۳  |
| گرجستان         | Rustavi 2       | ۲۰۱۴  |
| یونان           | ANT1            | ۲۰۱۴  |